# فران أوبراين
فران أوبراين (بالإنجليزية: Fran O'Brien)‏ هو لاعب كرة قدم أمريكية أمريكي، ولد في 17 أبريل 1936 في سبرينغفيلد في الولايات المتحدة، وتوفي في 21 أكتوبر 1999 في واشنطن العاصمة في الولايات المتحدة.

## وصلات خارجية
- فران أوبراين على موقع مرجع كرة القدم المحترفة.كوم (الإنجليزية)